# David Anholin
David Anholin ("David sin tierra") fue el segundo rey de Lori o Tashir de 989 a 1048. Se casó con Zorakertsel, hija del rey de Kajetia Kvirike III (1010-1029).
Sucedió a su padre Gurgen I, (príncipe de Tashir, de 972 a 980 y rey de 980 a 989) que fue hermano de Gagik I.

## Conquistas
Estableció su residencia en Samshwilde y se apoderó de Dmaniq, cerca de Tiflis, dominio de un emir árabe, al que sometió a vasallaje. Esto provocó la reacción musulmana dirigida por Fadlun, emir de Gandja, de la dinastía Shaddadida (o Banu Shaddad) que atacó a David pero fue derrotado cerca del Kura. 
El marzban de Gag, cerca de Lori, Demetrio, se inquietó por tanto poder, y se alió con Georgia y proclamó a su hijo como mamful (reyezuelo, del georgiano memfe que quiere decir rey) del Tashir. David fue a Gag, ocupó la fortaleza y expropió a Demetri y su estirpe de todos sus dominios hereditarios. 
El rey Gagik I le atacó y le saqueó hacia el invierno de 1001-1002 y llegó hasta Lori. David no pudo resistir al superior ejército armenio. Finalmente, por mediación del patriarca armenio Sargis de Sevan, se hizo la paz, y David reconoció la preeminencia de Gagik.
Hacia 1030 el emir de Dvin Abul Uswar (armenio Apu-Svar, para los bizantinos Aplesphares) se enemistó con David Anholin, del que era cuñado, e invadió el territorio del reino korikain de Lori, ocupando una parte (el sur), y al cabo de un año se preparó para atacar el norte. David pidió ayuda al rey de Ani, que envió tres mil hombres; al de Siunia (llamado por Mateo de Edesa como “rey de Kapan”) que igualmente envió tres mil hombres; a Bagrat IV de Georgia que envió un contingente dirigido por Liparit Orbelian, del que formaban parte unos centenares de soldados del rey de Kajetia Kvirike III el grande y unos cuantos del emir de Tiflis; y al patriarca Hovseph de Aghuania que dirigiera a los religiosos y monjes. Con esta ayuda los musulmanes fueron derrotados, y David apresó un gran botín, y recuperó todo el terreno perdido. 
En 1041-1042 con los hechos que sucedieron en el reino de Ani (usurpación de Sargis, victoria de Gagik II) aprovechó para adquirir algunos territorios, pero fue finalmente rechazado.
En 1045 no obtuvo la aprobación del patriarca armenio para ser nombrado rey de Ani.

## Muerte
Murió en 1048 y le sucedió su hijo Gurgen II (1048-1089).